# Banesto Tour
De Banesto Tour was een eenmalige serie van golftoernooien in Spanje, dat deel uitmaakte van de Ladies European Tour Access Series. Het werd opgericht in 2012 en vond plaats in de steden Zaragoza en Valencia en werden respectievelijk georganiseerd onder de namen Banesto Tour Zaragoza en Banesto Tour Valencia.
Het toernooi werd gespeeld in een strokeplay-formule van drie ronden (54-holes) en na de tweede ronde werd de cut toegepast.

## Zaragoza
De Banesto Tour Zaragoza vond van 19 tot 21 april 2012 plaats op de Club de Golf La Peñaza in Zaragoza.
| Jaar | Winnares              | Score | Score | Info  |
| ---- | --------------------- | ----- | ----- | ----- |
| 2012 | Marjet van der Graaff | 211   | –5    | [ 1 ] |

## Valencia
De Banesto Tour Valencia vond van 8 tot 10 november 2012 plaats op de Club de Golf Escorpión in Valencia.
| Jaar | Winnares         | Score | Score | Info                              |
| ---- | ---------------- | ----- | ----- | --------------------------------- |
| 2012 | Holly Clyburn po | 213   | –3    | Won de play-off van Carmen Alonso |